# مالاگا (کالیفرنیا)
مالاگا (به انگلیسی: Malaga) یک منطقهٔ مسکونی در ایالات متحده آمریکا است که در شهرستان فرسنو، کالیفرنیا واقع شده‌است. مالاگا ۰٫۷۰۹ کیلومتر مربع مساحت و ۹۴۷ نفر جمعیت دارد و ۹۰ متر بالاتر از سطح دریا واقع شده‌است.